# Губачкова, Ида
Ида Губачкова (Плухова) (чеш. Ida Hubáčková (Pluchová), 1 октября 1954, Прага, Чехословакия) — чехословацкая хоккеистка (хоккей на траве), полевой игрок. Серебряный призёр летних Олимпийских игр 1980 года.

## Биография
Ида Губачкова родилась 1 октября 1954 года в Праге.
Начала играть в хоккей на траве в «Гостиварже» из Праги, откуда перебралась в пражскую «Славию». В составе «Славии» в 1975—1978 годах участвовала в финальной части Кубка европейских чемпионов, в 1976 году стала его бронзовым призёром.
В 1980 году вошла в состав женской сборной Чехословакии по хоккею на траве на летних Олимпийских играх в Москве и завоевала серебряную медаль. Играла в поле, провела 5 матчей, забил 2 мяча (по одному в ворота сборных Зимбабве и Индии).
После Олимпиады завершила игровую карьеру из-за травм спины и колена. Впоследствии стала тренером, тренировала девушек «Славии».